# Titania (mitología)

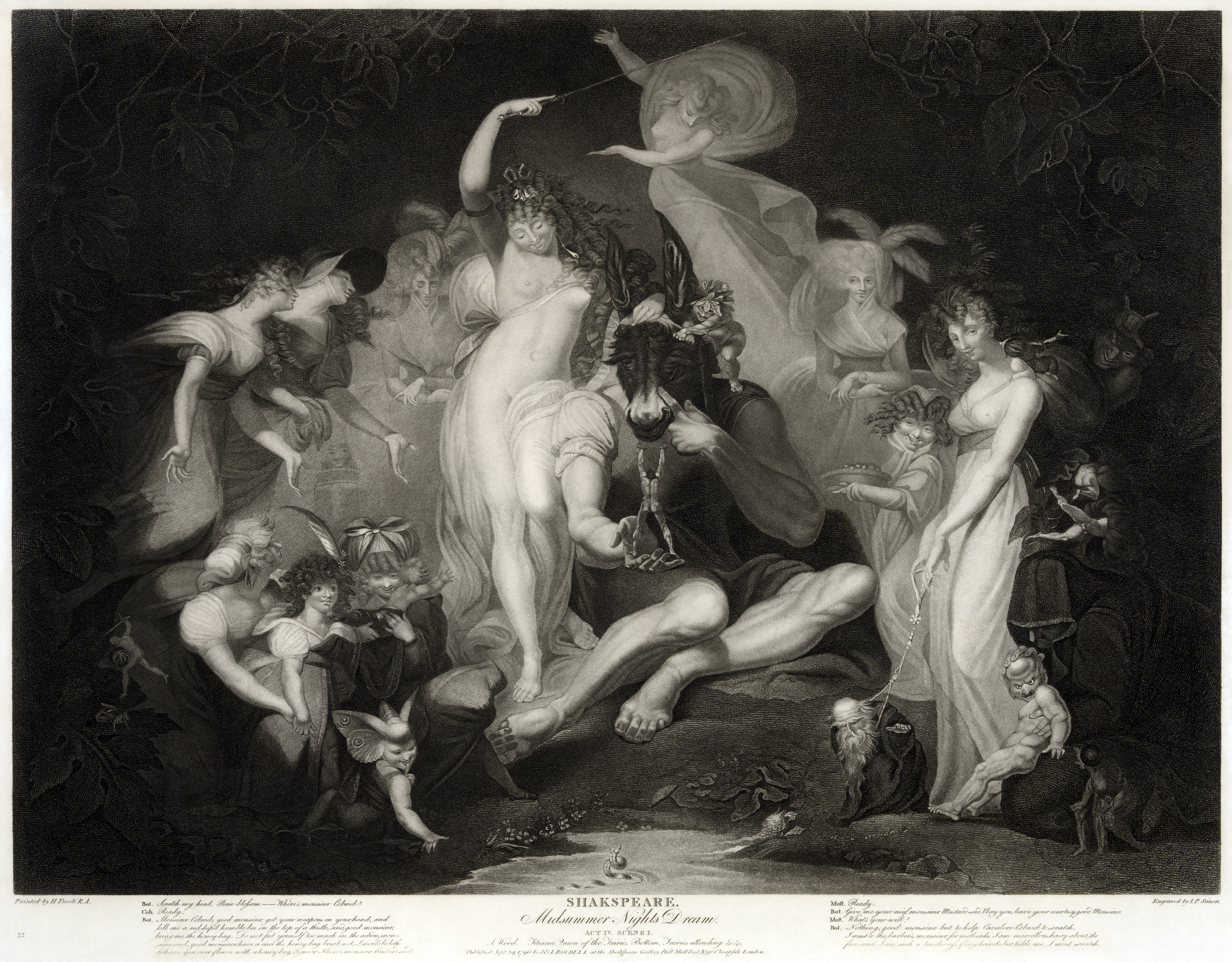
A Midsummer Nights Dream acto IV, Escena I. Titania, con hadas atendiéndola. Pintura de Henry Fuseli, publicada en 1796.

Titania es el nombre de un personaje de William Shakespeare en su obra de teatro Sueño de una noche de verano. En la obra, ella es la Reina de las Hadas. Debido a la influencia shakespeareana, han existido otras obras de ficción en las cuales se usa este nombre para el personaje de la Reina de las hadas.
En el folklore tradicional, la reina de las hadas puede tener varios nombres, tales como Áine, o Maeve. Shakespeare usa el nombre 'Titania' tomándolo del poema de Ovidio Las Metamorfosis, donde este apelativo es dado a las hijas de un Titán.
En la obra de Shakespeare, Titania es una criatura muy orgullosa y tiene la suficiente fuerza como para competir con su marido Oberón.

## Otras referencias históricas
- Subsecuentemente, Titania apareció en muchas pinturas, poemas, obras e incluso en novelas gráficas. Por ejemplo, ella es un personaje central en la saga inspirada en la miniserie de Neil Gaiman Los libros de la magia y su spin-off Los Libros de Faerie. Ya había aparecido en ese entonces para la celebrada saga The Sandman, donde fue amante de Morfeo, y también gobierna a las hadas.

- Johann Wolfgang Goethe toma la figura de Shakespeare para su Fausto. Titania está casada con Oberón, y la pareja está celebrando su aniversario de oro en la obra.

- Titania es también la mayor de las Lunas de Urano.

- La obra de Alfred Lord Tennyson The Foresters, que es una historia de Robin Hood, tiene un breve segmento con Titania, reina de las Hadas.
- En la novela Pequeño, grande de John Crowley, es uno de los personajes principales, si bien su nombre no se utiliza en ningún momento, y sólo en las últimas páginas se revela su verdadera naturaleza.

- La canción The Fairy Feller's Master-Stroke, de la banda inglesa Queen, incluye en su letra referencias a Titania y su esposo, Oberón.

## En la Cultura Popular
- Titania aparece en Gárgolas, la serie animada de Disney.

- En el manga y anime Fairy Tail de Hiro Mashima se hace referencia a Titania como un apodo para la maga más fuerte del gremio Erza Scarlett.

- En la serie de novelas y anime Sword Art Online, Asuna era llamada "Titania, la reina de las hadas" por Sugou Nobuyuki cuando la mantenía recluida en una jaula en Alfheim Online.

- Titania es el nombre que recibió en Latinoamérica el personaje de Rogue en la serie de cómics X-Men del universo Marvel.

- Titania aparece de forma recurrente en la saga de videojuegos Shin Megami Tensei.

- En el VideoJuego Warframe también cuentan con su versión de "Titania, la reina de las hadas".

- En el manga y anime Mahō Tsukai no Yome de Kore Yamazaki, se hace una representación de Titania, reina de todas las hadas de Tír na nÓg.
- Titania también aparece como personaje ficticio en el Universo DC, habiendo sido introducido por Neil Gaiman en su historieta The Sandman, en la saga País de sueños, como esposa de Oberón, el Rey de las Hadas.